# Lupin III vs. Occhi di gatto
Lupin III vs. Occhi di gatto (ルパン三世VSキャッツ・アイ?, Rupan Sansei vāsasu Kyattsu Ai) è un ONA in CGI del 2023 diretto da Kōbun Shizuno e Hiroyuki Seshita. Si tratta di un crossover tra le serie manga e anime Lupin III e Occhi di gatto, che celebra sia il 50º anniversario dell’anime di Lupin III, che il 40° del manga Occhi di gatto. È uscito a livello mondiale su Prime Video il 27 gennaio 2023.

## Trama
La banda Occhi di Gatto trafuga un dipinto da un museo nello stesso momento in cui Lupin III compare per rubarne un altro. Entrambi fanno parte della serie "La Ragazza e i Fiori" di Michael Heinz. I quadri sono preziosi indizi che aiuteranno le ragazze a ritrovare il padre scomparso. Quando scoprono che Lupin ha lo stesso obiettivo, la scintilla accende i loro animi.

## Personaggi e doppiatori
| Personaggio                         | Doppiatore originale | Doppiatore italiano |
| ----------------------------------- | -------------------- | ------------------- |
| Arsenio Lupin III                   | Kan'ichi Kurita      | Stefano Onofri      |
| Sheila Tashikel (Hitomi Kisugi)     | Keiko Toda           | Domitilla D'Amico   |
| Kelly Tashikel (Rui Kisugi)         | Rika Fukami          | Elena Perino        |
| Tati Tashikel (Ai Kisugi)           | Chika Sakamoto       | Emanuela Ionica     |
| Daisuke Jigen                       | Akio Ōtsuka          | Alessandro D'Errico |
| Goemon Ishikawa XIII                | Daisuke Namikawa     | Davide Perino       |
| Fujiko Mine                         | Miyuki Sawashiro     | Alessandra Korompay |
| Koichi Zenigata                     | Kōichi Yamadera      | Rodolfo Bianchi     |
| Matthew Hisman (Toshio Utsumi)      | Yoshito Yasuhara     | Emanuele Ruzza      |
| Signor Marlows (Sadatsugu Nagaishi) | Mugihito             | Massimo De Ambrosis |
| Heinrich Berger                     | Takayuki Sugō        | Dario Oppido        |
| Michael Heinz                       | Banjō Ginga          | Dario Oppido        |
| Dennis Kirchmann                    | Hiroki Tōchi         | Marco Vivio         |

## Promozione
Il film è stato reso noto per la prima volta il 22 settembre 2022 con un primo teaser trailer per un'uscita nel 2023. A dicembre venne annunciato che tutti i membri del cast avrebbero ripreso i rispettivi ruoli già coperti nei franchise ad eccezione dei defunti Toshiko Fujita e Tamio Ōki, i quali vengono sostituiti da Rika Fukami e Mugihito nei ruoli di Rui Kisugi e Sadatsugu Nagaishi. 

## Distribuzione
Il film è stato pubblicato sulla piattaforma streaming Prime Video il 27 gennaio 2023.

### Edizione italiana
Il doppiaggio italiano è stato diretto da Elisabetta Bianchi presso Cinecittà su dialoghi di Giulia Buffa. I personaggi di Lupin III mantengono le loro voci abituali, eccetto Goemon, che è doppiato da Davide Perino al posto di Antonio Palumbo. I personaggi di Occhi di gatto hanno invece tutti nuove voci; per questi ultimi si è scelto di utilizzare i nomi dell'edizione italiana della serie anime piuttosto che quelli originali.